# La coda del diavolo
Pour le film de Giorgio Treves sorti en 1986, voir Le Mal d'aimer.
Pour plus de détails, voir Fiche technique et Distribution.
La coda del diavolo est une comédie italienne réalisée par Moraldo Rossi (it) et sortie en 1965.

## Fiche technique
- Titre original italien : La coda del diavolo[1]
- Réalisation : Moraldo Rossi (it)
- Scenario : Lucio Calzecchi Onesti, Moraldo Rossi (it)
- Montage : Sergio Muzzi
- Son : Pietro Spadoni
- Société de production : River Film
- Pays de production :  Italie
- Langue originale : Italien
- Format :
- Durée :
- Genre : Comédie
- Dates de sortie :
  - Italie : 1965 (visa délivré le 19 octobre 1965[1])

## Distribution
- Antonella Lualdi
- Lea Massari
- Fabrizio Capucci
- Donatella Turri
- Gil Vidal
- Valeria Fabrizi